# Shanghai (jeu vidéo, 1986)
Pour les articles homonymes, voir Shanghai (homonymie).
Shanghai est un jeu vidéo de réflexion développé et publié par Activision à partir de 1986 sur Amiga, Amstrad CPC, Apple II, Atari 8-bit, Atari ST, borne d'arcade, Commodore 64, FM Towns, Game Boy, IBM PC, Lynx, Macintosh, Master System, MSX, NES, PC-88, PC-98, PC-Engine, Sharp X1, Tandy 1000 et X68000,,.
Il s’agit d’une variante du mah-jong qui se joue avec des tuiles similaires. Au début d’une partie, le programme répartit 144 tuiles, chaque type de tuile existant en quatre exemplaires, de manière aléatoire sur une pile de cinq étages,.
Le joueur doit ensuite retirer ces tuiles par paires jusqu’à ce qu’il n’en reste plus où jusqu’à ce qu’il ne soit plus possible d’apparier deux tuiles. De plus, les tuiles ne peuvent être retirées que lorsqu’elles sont sur les bords de la pile. Ainsi, si une tuile est bordée de deux autres tuiles se trouvant au même étage qu’elle, elle est bloquée et ne peut être retirée. Plusieurs modes de jeu sont proposés : en solitaire, par équipe, tournoi et défi. Le mode par équipe est similaire au jeu en solitaire à la différence que les joueurs retirent des tuiles chacun à leur tour. Le mode tournoi permet d’imposer une limite de temps à la partie. En mode défi, chaque joueur dispose d’un temps limité pour jouer son coup,.